# 李超 (宋朝)
李超，宋朝初年冀州信都县（今河北省冀州市）人。
李超开始为禁卒，隶属于潘美军中，主掌刑刀。潘美喜欢乘怒杀人，李超每暗中缓刑。潘美消气，于是开释，得活之人众多，人们都说有有阴德。其子李濬，字德渊。